# Apusozoa
Apusozoa (от на старогръцки: ἄπους – безкрак и ζῷον – животно) са тип от Bikonta, състоящ се от няколко рода флагелирани протозои. Те обикновено имат размер около 5 – 20 микрометра и се срещат в почви и водни местообитания, където се хранят с бактерии. Те са групирани въз основа на наличието на органична черупка или капсула под горната повърхността на клетката.

## Особености
Представителите на разредите Apusomonadida и Ancyromonadida имат по две камшичета, поставена под прав ъгъл, близо до предната част на клетката. Те се движат от плъзгане, с едно камшиче разположено настрани, а другото напред. От друга страна, клетките на Hemimastigida имат множество камшичета, подредени в редове от предната част на клетката към задната.
Формата на митохондриите варира между различните разреди. Сред Apusomonadida кристите са тръбовидни, докато Ancyromonadida имат плоски кристи и разноформени при Hemimastigida. Тази характеристика първоначално се счита за добър показател за близкото роднинство, но вече е известно, че дори и сред близкородствените варира.

## Филогения
В молекулярните дървета, Apusomonadida и Ancyromonadida се групират заедно, но връзката им с другите еукариоти е неясна.
Въпреки че понякога са включени в Rhizaria, въз основа на последователността на 18S рРНК гена, е установено, че Apusozoa не са тясно свързани с други Rhizaria.
Томас Кавалиър-Смит, в сътрудничество с Александра Стечман, постулира, че Apusozoa принадлежи към клона на Bikonta. Възможно е да бъде един от най-дивергиралите клонове на Bikonta.
В по-скорошни изследвания са групирани с Unikonta. Предполага се, че може да бъдат свързани с групата Opisthokonta.